# Acıbadem kurabiyesi

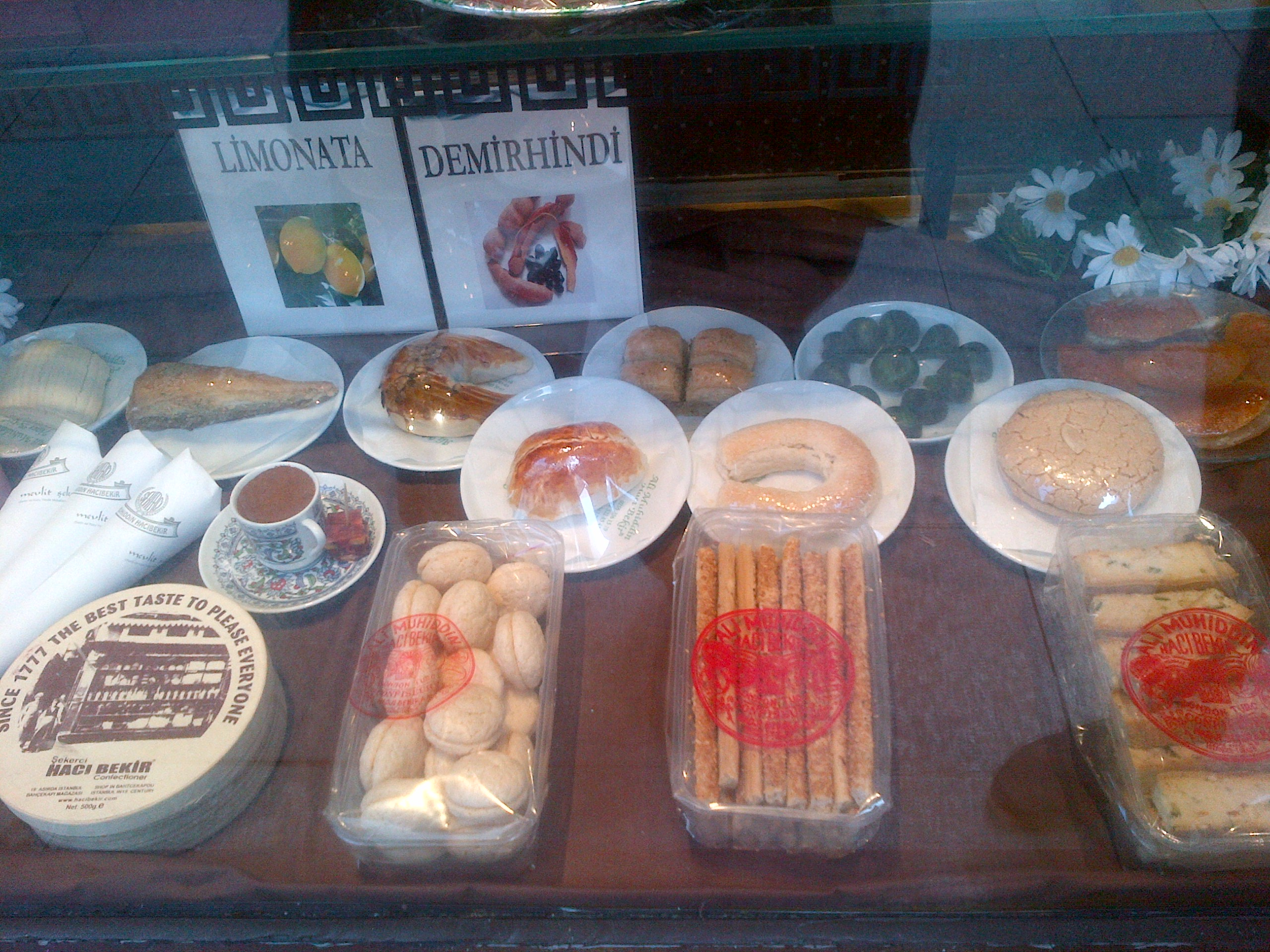
Acıbadem kurabiyesi (a la dreta, entre paquets de galetes i plats de dolç de figues i fruites confitades), a la vitrina d'Ali Muhiddin Hacı Bekir, rebosteria turca tradicional a Kadıköy.

L'acıbadem kurabiyesi (en turc kurabiye: d'ametlla amarga) és un tipus de kurabiye tradicional turc fet d'ametlla, sucre i clara d'ou.
Les receptes tradicionals inclouen una petita quantitat d'ametlla amarga, que dona a les galetes el nom. Com que no sempre se'n disposa, és freqüent d'emprar extracte d'ametlla com a substitut. A la part superior de cada peça es col·loca una ametlla abans d'enfornar.
Aquestes galetes es venen en gairebé totes les fleques de Turquia, però també se solen preparar de manera casolana. Una forma de presentació comercial és la venda de kurabiyes empaquetats de dos en dos, units l'un amb l'altre per la seva part posterior. (Vegeu imatges).
Creat a la cuina turca, l''acıbadem kurabiyesi és una galeta comuna en molts països de l'antic Imperi Otomà.